# Eccoptosage xanthopsis
Eccoptosage xanthopsis är en stekelart som först beskrevs av Cameron 1903.  Eccoptosage xanthopsis ingår i släktet Eccoptosage och familjen brokparasitsteklar. Utöver nominatformen finns också underarten E. x. cita.